# Monstera tuberculata
Monstera tuberculata är en kallaväxtart som beskrevs av Cyrus Longworth Lundell. Monstera tuberculata ingår i släktet Monstera och familjen kallaväxter.

## Underarter
Arten delas in i följande underarter:
- M. t. brevinoda
- M. t. tuberculata

## Bildgalleri

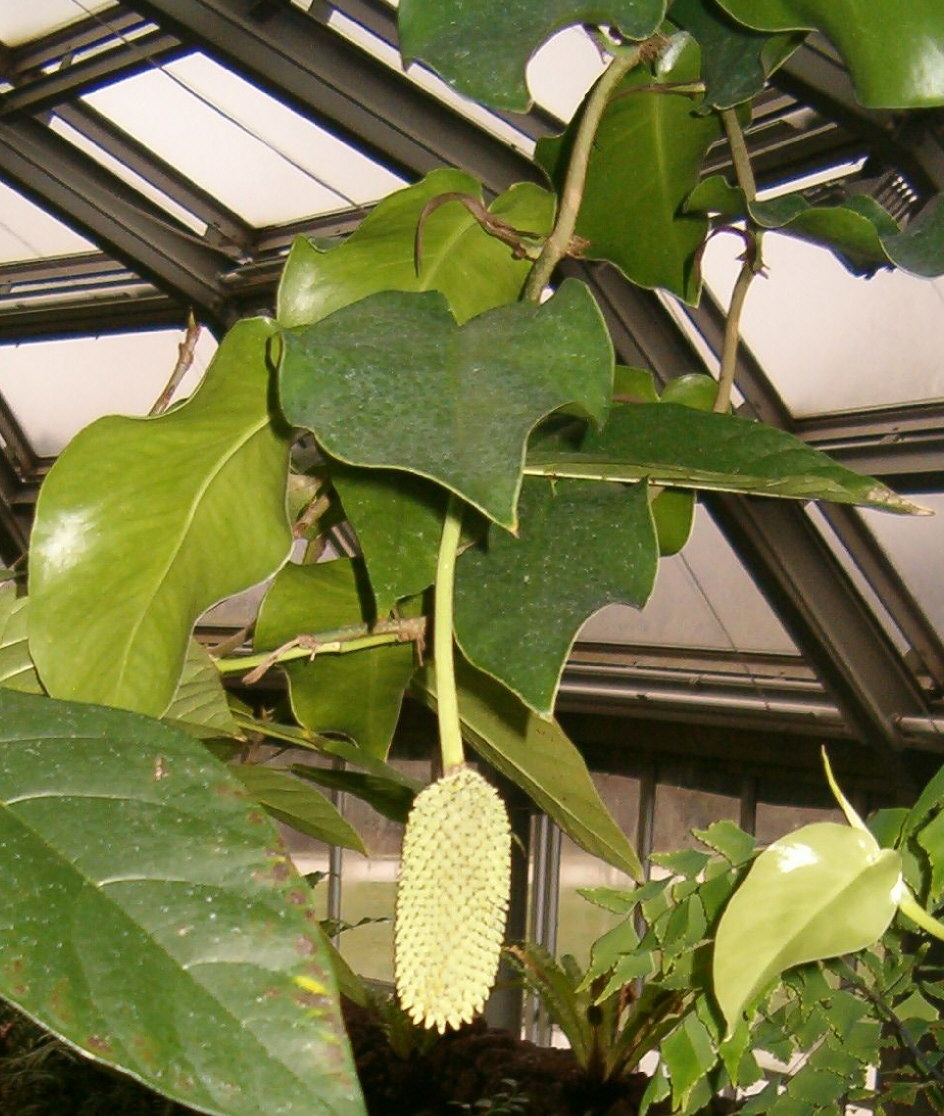